# Lago di Fondi
Il lago di Fondi è un lago costiero, situato nel territorio dell'omonimo comune. Anticamente era chiamato Amiclanus, in quanto sorgeva nei pressi  della città di Amiclae, ora scomparsa .Ha una forma falciforme, con gli apici rivolti verso il mare, da cui dista qualche chilometro. Ha una profondità media di 9,1 m, con punte di oltre 21 m.

## Area protetta
Dal 2006 fa parte del monumento naturale del lago di Fondi istituito dalla regione Lazio.

## Ambienti
La superficie del lago è di 380,9 ettari, ed è uno dei più grandi laghi del Lazio meridionale. Precedentemente all'opera di bonifica, in situazioni particolarmente piovose, essendo caratterizzato il lago da un fondo fangoso, diveniva un ambiente prettamente paludoso raggiungendo i 2000 ettari.
Il lago è circa 30 cm al di sopra del livello del mare e durante le maree l'acqua marina scorre verso il lago attribuendogli una scarsa salinità. La flora prevalente è quindi quella caratteristica dei laghi di acqua dolce, si trovano per esempio cannucce ad una profondità di 2 m e ninfee galleggianti.
Importante è anche la presenza di specie di pesci di acqua dolce come la carpa, l'anguilla, il latterino e lo spinarello. Molte tra le specie viventi nel lago si trovano anche nelle acque marine fondane come la spigola ed il cefalo calamita. Quest'ultimo, scientificamente classificato come Liza ramada, ha sempre vissuto nelle acque del lago di Fondi, facendo parte della tradizione gastronomica della zona ed è per questo molto conosciuto dai pescatori locali i quali sanno bene come trattare la pesca di questa specie tutelando allo stesso tempo la sua presenza nel lago.
Intorno al lago si incontrano le zone umide e i canneti, tipici luoghi di svernamento dell'avifauna italiana.
In particolare per quanto riguarda la vegetazione circostante , sono state riscontrate circa 80 specie di piante cresciute spontaneamente. È possibile trovare sulle rive orientali frassini e ontani, olmi allo stadio arbustivo, pruni selvatici e sanguinelle. Da citare è l'Osmunda Regalis, una felce diventata rara nel Lazio, l'ibisco litorale e di palude, il Finocchio acquatico e la Carice Tagliente. L’istituzione della riserva naturale è dovuta al fatto che molte tra le piante presenti sono rare, legate a determinate condizioni ambientali o in via di estinzione nella zona del Lazio meridionale, sono per questo molte le azioni volte al mantenimento di questa vegetazione tipica lacustre.
Agrumi e ortaggi sono coltivati attorno alla zona del lago e sono tra i prodotti più venduti nel mercato ortofrutticolo locale.
L'ambiente naturale in virtù della sua diversità (lago, canneti, bosco, prato) è propizio alla presenza dell'avifauna sia nidificante che migratoria. Una specie molto comune nella zona sono gli Aironi Cenerini, il Germano, il Cormorano e di particolare menzione i Moriglioni che si rifugiano nei periodi invernali nelle anse del lago. Accidentale la presenza dell’Oca selvatica e dell'Airone bianco maggiore. Rapaci comuni sono il Falco di palude e la Poiana.
Non mancano anfibi e rettili, come la Raganella, la Testuggine d'acqua ed il Tritone crestato e punteggiato.
Sono segnalati circa 17 mammiferi quali il tasso e l'istrice. 
Per quanto riguarda lo stato di salute dell'ambiente del lago, a seguito della crescita esponenziale del fenomeno dell’eutrofizzazione, dovuta all'azione negativa dell'uomo, come la presenza nell’ambiente circostante di scarichi urbani o pesticidi, sono molte ultimamente le azioni di recupero di depurazione del lago che stanno ottenendo risultati molto positivi, questo dovuto anche all’istituzione dell’area protetta, per garantire un proficuo mantenimento delle condizioni dell’ambiente lacustre floristico e faunistico.

## Attività
Nel monumento naturale si svolgono varie attività anche sportive. Nel 2008 al lago di Fondi si è svolta la tappa di chiusura del 6° trofeo mountain bike dei Parchi naturali del Centro-Suditalia.